# Азаров, Игорь Александрович
Игорь Александрович Азаров (наст. фамилия — Еськов; род. 21 января 1961, Павловск, Воронежская область) — советский и российский композитор и певец, автор многих популярных песен конца 80-х — начала 90-х.

## Биография
Игорь Александрович Еськов (Азаров) родился 21 января 1961 года в городе Павловске Воронежской области.
В 1982 году он окончил вокальное отделение музыкального училища при Ленинградской государственной консерватории им. Н. А. Римского-Корсакова.
В этом же году попал в ленинградский ансамбль Поющие гитары, а после службы в армии — солист в оркестре «В ритмах века».
К 27 годам молодой автор и исполнитель своих песен Игорь Азаров получает всесоюзную известность.
В 1989 году он стал лауреатом всесоюзного фестиваля Песня года с песней «Мост качается».
Его манера исполнения — открытая, мягкая и добрая. Одни из качеств Игоря Азарова — мелодический дар, пристрастие к сильным чувствам и простым словам.
Его песни исполняли и исполняют многие звёзды современной эстрады - Людмила Сенчина, Эдита Пьеха, Михаил Боярский, Лариса Долина, Ирина Аллегрова, Ирина Понаровская, Сергей Чумаков, Татьяна Буланова, Любовь Успенская, Ирина Круг, Ольга Зарубина, Анна Самохина, Валентина Савельева.

## Дискография
- Хороший парень [EP] (1988).
- А влюблённым море по колено [LP] (1990).
- Полной Луны сила [CD] (1994).
- Итальянец [МС] (1995)

## Известные песни
- Почему я сказала вам «Нет!» (слова М. Танич), исполняет Эдита Пьеха
- Пропадаю я (слова Р. Лисиц), исполняет Любовь Успенская
- Карусель (слова Р. Лисиц), исполняет Любовь Успенская
- К единственному нежному (слова Р. Лисиц), исполняет Любовь Успенская
- Горький шоколад (слова Ольги Клеменковой), исполняет Любовь Успенская
- Мост качается (слова М. Танич), исполняют Ольга Зарубина и Арвид
- Полной луны сила (слова М. Кузмин), исполняют Игорь Азаров, Людмила Сенчина.
- Это только кажется (слова Л. Козлова),
- Хороший парень (слова М. Танич).
- Прежняя печаль (слова Р. Лисиц), исполняет Михаил Боярский
- А, собственно, кто ты такая?, (слова И. Ляпин) исполняет И. Азаров 1987
- Не зарекайся (И. Азаров - О. Клименкова) 1996
- Какая ты красивая (Поздно) (И. Азаров - Р. Лисиц) 1992
- Я Вас люблю (И. Азаров - М. Танич) 1991[1]
- А душа болит  (Где ты)  (И.Азаров - Р.Лисиц)